# Udnie
Udnie är en adlig ätt som introducerades på Riddarhuset 18 mars 1647, ursprungligen som nr 354 vilket senare ändrades till 375. Grund för introduktionen var ett s. k. bördsbrev för Peter Udnie, utfärdat av magistraten i Edinburgh 20 januari 1636, enligt vilket Peter tillhörde en skotsk friherrlig ätt.
Släktens stamfader i Sverige var Peter Udnie, som första gång nämns 1627 i Viborg, var senare borgare i Viborg.  I en skotsk utredning av ätten Udny nämns Peter, son till William Udny of Tillery, som emigrerade 1634 till Sverige och som anses vara identisk med Peter Udnie. Peter blev 1640 korpral vid ingermanländska adelsfaneregementet. Han erhöll svenskt adelskap och naturaliserades 18 mars 1647, blev ryttmästare 1654 och stupade i Rautus 1656. Begravd i Viborgs domkyrka. Peter Udnie var gift med Anna Johansdotter, dotter till fänriken Johan Jakobsson och Anna Bertilsdotter Ruuth.